# Dương Bá Trạc
Dương Bá Trạc (chữ Hán: 楊伯濯; 1884–1944), hiệu Tuyết Huy(雪輝); là nhà cách mạng, nhà báo, nhà văn Việt Nam thời Pháp thuộc. Theo Vũ Ngọc Phan, trong các nhà văn đi tiên phong ở nửa đầu thế kỷ 20, ông được kể là một người lỗi lạc.

## Thân thế và sự nghiệp
Ông sinh ngày 27 tháng 3 năm Giáp Thân (22 tháng 4 năm 1884) tại làng Phú Thị, tổng Mễ Sở, huyện Khoái Châu (nay là huyện Văn Giang), tỉnh Hưng Yên.
Ông là con Dương Trọng Phổ (1862–1927), một nhà Nho có tư tưởng tiến bộ; là anh ruột Dương Quảng Hàm (1898–1946) và Dương Tụ Quán (1902–1969); cả hai đều là nhà giáo tiến bộ thời cận đại.
Vốn có tư chất thông minh, lại được cha rèn dạy, năm 16 tuổi Dương Bá Trạc thi đỗ cử nhân khoa Canh Tý (1900). Năm Giáp Thìn (1904), ông cùng Phan Chu Trinh vào mật khu Yên Thế bàn việc nước với lãnh tụ Hoàng Hoa Thám.

### Lập Đông Kinh Nghĩa thục
Nhận thấy cái học cử nghiệp từ chương đã lỗi thời, cuối năm Bính Ngọ (1906), ông cùng với Nguyễn Quyền, Lê Đại, Hoàng Tăng Bí, Lương Văn Can lập Đông Kinh Nghĩa Thục.
Tháng 3 năm 1907, trường khai giảng ở Hàng Đào do Lương Văn Can làm Thục trưởng kiêm giảng sư ban Cao đẳng Hán học, Nguyễn Quyền làm Giám học, còn ông thì có chân trong Ban Tu thư (cùng với Lương Trúc Đàm, Phạm Tư Trực, Lê Đại, Nguyễn Hữu Cầu...) lo việc dạy học, diễn thuyết, bình văn và biên soạn sách. Ông cũng góp vốn mở các hiệu buôn Đồng Lợi Tế, Đông Thành Xương, và Hồng Tân Hưng để tài trợ gửi thanh niên theo phong trào Đông Du.
Bị nghi ngờ có tư tưởng chống đối, khoảng tháng 12 năm 1907, trường bị nhà cầm quyền Pháp cho đóng cửa. Năm ấy, nhân dân Quảng Nam kéo nhau hàng vạn người đến nhà chức trách đòi giảm thuế, rồi phong trào này lan khắp các tỉnh miền Trung. Cùng thời gian ở Hà Nội lại xảy ra vụ Hà Thành đầu độc ngày 27 tháng 6, khiến thực dân Pháp nghi là do các thân sĩ (trong đó có nhóm Đông Kinh Nghĩa Thục và Duy Tân) xúi giục nên thẳng tay đàn áp.
Biết Dương Bá Trạc đang cùng với các đồng chí mưu đồ việc lớn, chính quyền đã ra lệnh cho tri phủ Khoái Châu là Cung Khắc Đản cho lính về khám xét nhà ông, bắt cha mẹ và các em nhỏ của ông lên tỉnh xét hỏi.

### Bị lưu đày
Trong tài liệu của Sở Liêm phóng Đông Dương mang ký hiệu FL 124139, hiện đang được lưu trữ tại Thư viện Quốc gia Việt Nam, có đoạn kể lại rằng tại phiên xử ngày 15 tháng 10 năm 1908, Hội đồng đề hình đã nêu lên sự liên quan mật thiết giữa nhóm Đông Kinh Nghĩa Thục với những người khởi xướng vụ đầu độc trên. Vì vậy, sau khi bị giam ở Hỏa Lò (Hà Nội), rồi bị giải về Hà Đông để cho viên Tổng đốc nơi đó là Hoàng Trọng Phu thẩm vấn ròng rã hơn một tháng trời, Dương Bá Trạc lại bị giải về Hà Nội lần nữa để xử. Cuối cùng, Hội đồng đề hình đã kết tội Nguyễn Quyền, Vũ Hoành, Lê Đại án khổ sai chung thân; Dương Bá Trạc án 15 năm khổ sai; Dương Trọng Phổ và Hoàng Tăng Bí án 5 năm khổ sai. Xét xử xong, tất cả đều bị giam ở Hỏa Lò rồi bị đày ra đảo Côn Lôn.
Tháng 8 năm Canh Tuất (1910), sau khi ở Côn Lôn 20 tháng, Dương Bá Trạc được đưa về đất liền an trí ở hạt Long Xuyên (nay thuộc An Giang). Ở đây ông sống bằng nghề dạy học, bốc thuốc và vẫn ngấm ngầm liên hệ với những người đồng chí hướng. Để che mắt nhà chức trách, ông cùng người em trai chuẩn bị thành lập một công ty canh nông tại Long Xuyên, nhưng việc chưa thành thì người em bị trục xuất ra Bắc, còn ông mấy tháng sau bị đưa ra tòa. Ở tòa, ông tự bào chữa nên thoát tội, nhưng phải dời chỗ ở đến sát dinh Tòa bố để dễ kiểm soát.

### Dùng ngòi bút để khai thông dân trí
Hơn sáu năm trôi qua, ngày 16 tháng 1 năm 1917, ông được Toàn quyền Albert Sarraut ký lệnh ân xá, cho về Hà Nội. Đến Hà Nội, Dương Bá Trạc mới biết chính quyền thực dân ban lệnh thả chỉ vì muốn mua chuộc những người trí thức như ông ra làm việc. Cân nhắc thiệt hơn, ông đành nhận làm một chân bỉnh bút cho Nam Phong tạp chí lúc đó đang chuẩn bị ra đời.
Rồi với ý định dùng báo chí để khai thông dân trí, góp phần làm cho đất nước trở nên phú cường, ông còn nhận viết cho mấy tờ báo khác nữa, như: Tri tân, Trung Bắc tân văn (hồi Nguyễn Văn Vĩnh còn đảm trách)...
Ngày 2 tháng 5 năm 1919, Hội Khai Trí Tiến Đức được thành lập với Phạm Quỳnh làm tổng thư ký, Hoàng Huân Trung làm hội trưởng; Dương Bá Trạc cũng đã cùng Ban văn học khởi thảo bộ Việt Nam tự điển, Việt Nam văn phạm.
Năm 1932–1935, ông làm chủ bút tờ Văn học tạp chí.
Năm 1935, ông cùng Nguyễn Năng Quốc, Nguyễn Quang Oánh, Lê Dư sáng lập Hội Phật giáo Bắc Kỳ và ra tờ Đuốc Huệ, làm cơ quan ngôn luận của hội. Cũng trong năm ấy (1935), ông làm chủ bút tờ Đông Tây báo cho đến năm 1936.
Năm 1937, ông lập "Hội Dân ích".

### Mất ở xứ người
Năm 1939 ông được Việt Nam Phục quốc Đồng minh Hội, một tổ chức thân Nhật với hội chủ Kỳ Ngoại Hầu Cường Để giao nhiệm vụ tổ chức nhân sự ở Bắc Kỳ để chống Pháp. Năm sau quân đội Nhật Bản tiến vào Đông Dương. Ngày 29 tháng 10 năm 1943, ông cùng Trần Trọng Kim vào Sài Gòn và sống ở đó một tháng, sau đó người Nhật đưa hai ông sang Singapore.
Ở xứ người, hai ông luôn mong tìm một kế sách giúp nước nhà sớm được độc lập, nhưng ý nguyện chưa thành, thì Dương Bá Trạc mất vì bệnh ung thư phổi vào ngày 26 tháng 10 năm Giáp Thân (11 tháng 12 năm 1944). Sau đó, thi hài ông được hỏa táng để đem về nước.
Ngày 17 tháng 3 năm 1945, trong lễ truy điệu các liệt sĩ tại Nhà hát lớn Hà Nội, ở bài điếu văn, người ta liệt tên Dương Bá Trạc cùng với tên hai nhà chí sĩ Phan Bội Châu và Phan Châu Trinh. Ngày hôm sau, lúc năm giờ chiều, Hội Phật giáo Bắc Kỳ làm lễ truy điệu ông tại chùa Quán Sứ. Cùng ngày ấy, tại Sài Gòn, rất đông các nhân sĩ, trí thức và đồng bào cũng làm lễ truy điệu ông tại Vườn ông Thượng (nay là Công viên Tao Đàn).

## Tác phẩm

### Văn xuôi
1. Hai tác phẩm mang tính chất giảng học: Chữ Nho học lấy và Gia lễ giản yếu
2. Hai tập văn: Tiếng gọi đàn (Nghiêm Hàm, Hà Nội, 1925) và Bức thư ngỏ cùng quan Tổng trưởng thuộc địa

### Thơ
1. Trai lành gái tốt (Nghiêm Hàm ấn thư quán xuất bản, Hà Nội, 1924)
2. Nét mực tình (Đông Tây xuất bản, Hà Nội, 1937)

### Các thể loại khác
Đăng tải nhiều kỳ trên các báo, theo các chủ đề: 
Việt sử khảo
Việt sử luận
Khảo cứu về sự thi ở nước ta
Bàn về vấn đề học chữ Hán
Ngoài ra, ông còn viết những bài xã thuyết (có tính cách luân lý, xã hội hay liên quan đến kinh tế, chính trị đương thời), nhiều câu đối, dịch Hán văn và viết ký truyện.

## Đánh giá
- Chương Thâu:

Trong công luận, một thời người ta cho rằng Dương Bá Trạc là "người của Nhật" hay "thân Nhật". May sao, nhờ những vần thơ tâm niệm ông gửi về cho mẹ già (Nhớ mẹ), cho bạn bè (Lưu giản các bạn trong ngoài), cho con cháu (Bảo con cháu); và có lẽ hơn cả mọi điều cải chính, tập hồi ký Một cơn gió bụi (Nhà xuất bản Vinh Sơn, Sài Gòn, 1969) của nhà sử học Trần Trọng Kim, đã nói rõ mọi sự thật về con người, cuộc đời, tư tưởng và sự nghiệp của nhà chí sĩ yêu nước, nhà hoạt động văn hóa khả kính Dương Bá Trạc.
- Phạm Ngọc Lan:

Nhìn chung Dương Bá Trạc là người quan tâm đến thời cuộc, đến những vấn đề chung của xã hội hơn là để ngòi bút trôi theo những cảm xúc riêng của cá nhân. Thơ ông viết khá đều tay, không có bài kém nhưng bài hay cũng không nhiều. Thơ hoài cổ và vịnh sử thường có lời cứng cáp, nhưng giọng điệu nặng nề kém phần thanh thoát; trái lại thơ vịnh cảnh thật nhẹ nhàng bóng bẩy, nhiều khi có lời đẹp, ý tứ khá sâu sắc và tinh tế…
Tóm lại, cuộc đời và thơ văn của Dương Bá Trạc rất đáng để tìm hiểu và nghiên cứu, bởi vì ông là một nhân vật có thể đại diện cho lớp sĩ phu nho học khoa cử cuối cùng cố gắng tiến theo thời đại. Thơ văn của ông góp phần phản ánh giai đoạn lịch sử nước ta ở nửa đầu thế kỷ XX.

## Thông tin thêm
Hiện nay, Dương Bá Trạc được đặt tên đường tại Phường 1 và Phường 2 thuộc Quận 8, Thành phố Hồ Chí Minh. Ở phường 2 quận 8, còn có trường Trung học cơ sở mang tên ông.